# Sân vận động Châu Hải
Sân vận động Châu Hải là một sân vận động đa năng ở Châu Hải, Trung Quốc. Sân hiện đang được sử dụng chủ yếu cho các trận đấu bóng đá. Sân vận động này có sức chứa 35.000 khán giả. Sân được khánh thành vào năm 1998.
Trong khuôn khổ vòng loại thứ nhất World Cup 2022 và Asian Cup 2023, đội tuyển bóng đá quốc gia Ma Cao phải thi đấu trận lượt về với Sri Lanka tại Sân vận động Trung tâm Thể thao Châu Hải ở thành phố Châu Hải do sân nhà của Ma Cao là Sân vận động Campo Desportivo đang cải tạo. Ma Cao đã giành chiến thắng với tỷ số 1–0.